# دامودار
دامودار نهر بالهند طوله حوالي 595 كم يجري بولايتي بيها و البنغال الغربية ليتصل بنهر هوجلي

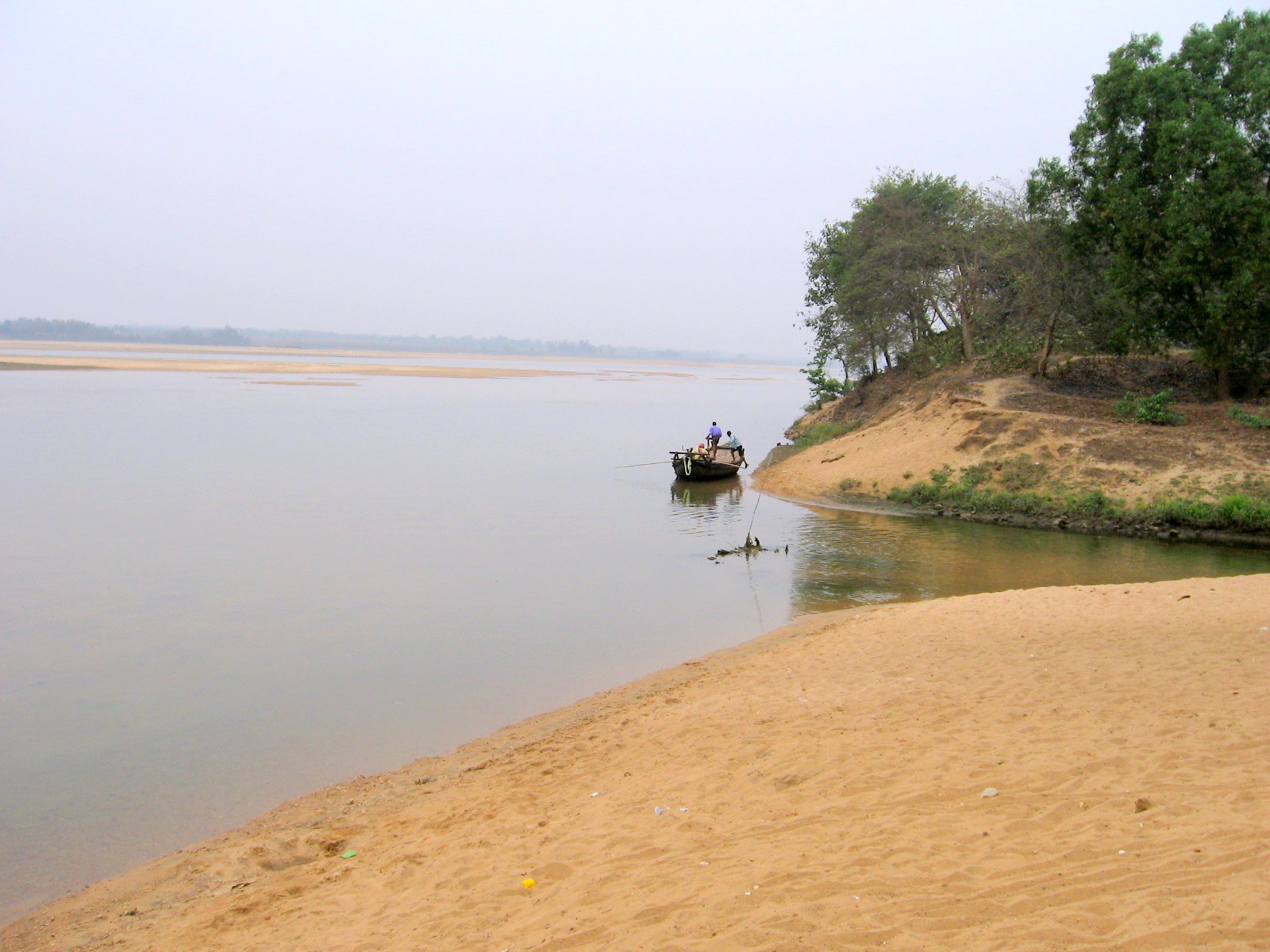
نهر دامودار

أقيمت عليه 8 سدود كبرى تمد كلكتا و المنطقة الصناعية التي تقوم في منطقة نهر الهوجلي بالكهرباء .